# 魏知古
魏 知古（ぎ ちこ、647年 - 715年）は、唐代の官僚・政治家。本貫は深州陸沢県。

## 経歴
その性格は品行方正で、若くして才能があるという評判があった。知古は弱冠にして進士に及第し、著作郎に累進し、修国史を兼ねた。長安年間、鳳閣舎人・衛尉寺少卿を歴任した。安国相王李旦の下で検校相王府司馬を兼ねた。神龍元年（705年）、修国史を兼ねたまま、吏部侍郎に抜擢された。ほどなく銀青光禄大夫に位を進めた。神龍2年（706年）、母が死去すると、知古は辞職して喪に服した。喪が明けると、知古は晋州刺史に任じられた。景雲元年（710年）、睿宗（李旦）が重祚すると、知古は故吏として召し出され、黄門侍郎に任じられ、修国史を兼ねた。
景雲2年（711年）、右散騎常侍の位を受けた。睿宗の娘の金仙公主と玉真公主が出家するため、それぞれ金仙観・玉真観を造営することとなった。知古は上疏してこれを諫めたが、聞き入れられなかった。ほどなく再び諫めて、睿宗にその懇切率直さを嘉された。10月、同中書門下三品（宰相）に任じられた。さらに知古は太子左庶子を兼ねた。延和元年（712年）6月、同中書門下三品のまま戸部尚書に転じた。
先天元年（同年）8月、侍中となった。冬、知古は玄宗が渭川へ狩猟におもむくのに従い、詩を献じて諫めた。先天2年（713年）、梁国公に封じられた。竇懐貞らが反乱を計画すると、知古はこのことを玄宗に密奏した。
開元元年（同年）、官名が改められると、知古は黄門監となった。開元2年（714年）、姚崇に忌避され、ひそかに讒言されて、工部尚書に任じられ、知政事（宰相）から罷免された。開元3年（715年）1月甲辰、死去した。享年は69。幽州都督の位を追贈された。諡は忠といった。文集7巻があった。

## 子女
- 魏喆（延州刺史）[11]
- 魏毖（簡州刺史）[11]
- 魏林（朔州刺史）[11]
- 魏玨（鴻臚寺少卿）[11]
- 魏曜（賛善大夫）[11]

## 伝記資料
- 『旧唐書』巻98 列伝第48
- 『新唐書』巻126 列伝第51